# Antonio Adán
Antonio Adán (sinh ngày 13 tháng 5 năm 1987) là cầu thủ bóng đá người Tây Ban Nha hiện đang thi đấu ở vị trí thủ môn cho Sporting CP tại Primeira Liga.

## Danh hiệu
Real Madrid
- La Liga: 2011–12[2]
- Copa del Rey: 2010–11
- Supercopa de España: 2012

Betis
- Segunda División: 2014–15[3]

Atlético Madrid
- UEFA Super Cup: 2018[4]

Sporting CP
- Primeira Liga: 2020–21[5]
- Taça da Liga: 2020–21,[6] 2021–22[7]
- Supertaça Cândido de Oliveira: 2021[8]

U-19 Tây Ban Nha
- UEFA European Under-19 Championship: 2006[9]